# Sinogeotrupes hunanensis
Sinogeotrupes hunanensis là một loài bọ cánh cứng trong họ Geotrupidae. Loài này được Král, Maly & Schneider miêu tả khoa học năm 2001.